# 북대서양 쓰레기 지대

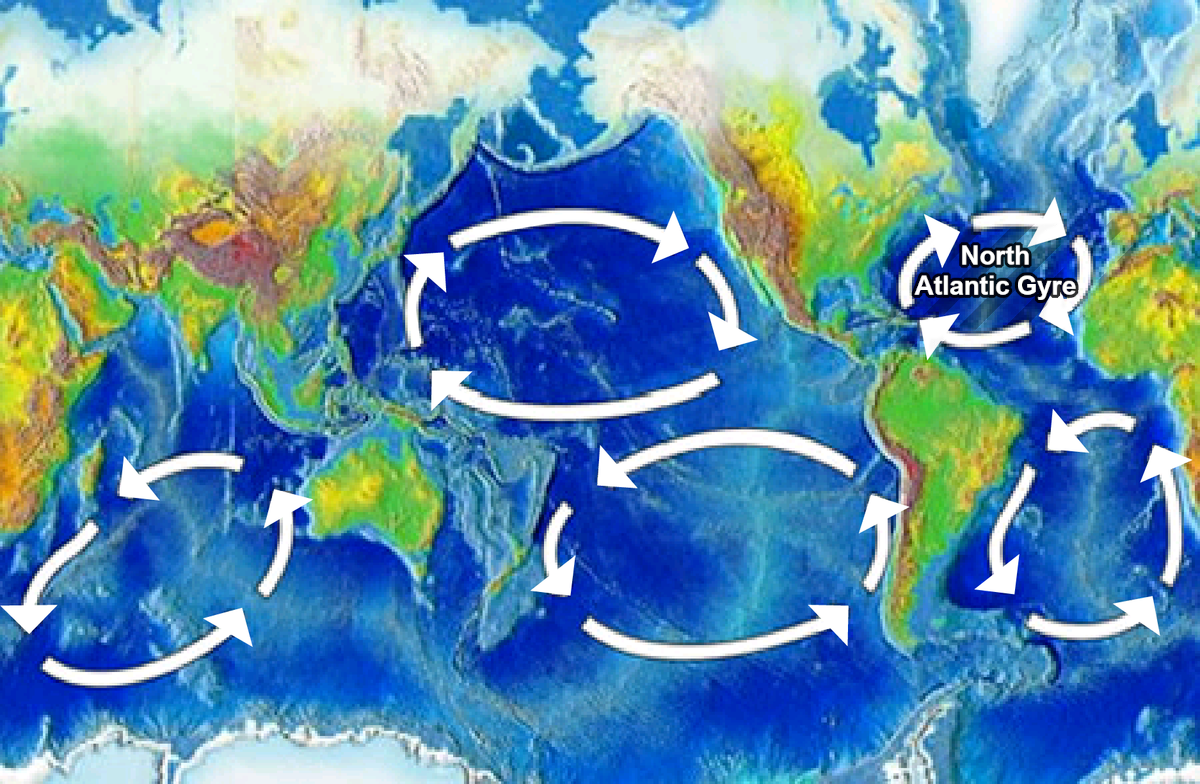
북대서양 환류는 5대 주요 해양 환류 중 하나이다.

북대서양 쓰레기 지대는 북대서양 환류 내에 떠다니는 인공 바다 쓰레기의 쓰레기 지대로, 1972년에 처음으로 기록되었다. 해양 교육 협회가 22년간 실시한 연구에 따르면 이 쓰레기 지대는 수백 킬로미터에 걸쳐 있으며, 제곱 킬로미터당 200,000개 이상의 쓰레기 조각이 밀집되어 있다고 추정한다. 이 쓰레기는 강을 통해 바다로 유입된 인간이 만든 폐기물에서 비롯되었으며, 주로 미세 플라스틱으로 구성되어 있다. 쓰레기 지대는 플라스틱 섭취 및 얽힘을 통해 야생 동물(및 인간)에게 큰 위험을 초래한다.
북대서양 쓰레기 지대에 대한 인식 제고 및 정화 노력은 거의 없었으며, 유네스코의 The Garbage Patch State와 The Ocean Cleanup 등이 그나마 있었다. 대부분의 연구 및 정화 노력은 북태평양의 유사한 쓰레기 지대인 태평양 거대 쓰레기 지대에 집중되어 왔기 때문이다.

## 특성

### 위치 및 크기
이 쓰레기 지대는 북위 22°에서 38° 사이에 위치하며 서쪽과 동쪽 경계는 불분명하다. 미국 해양대기청에 따르면, 쓰레기 지대는 계절에 따라 남북으로 최대 1,600 km (1,000 mi) 이동하며, 엘니뇨 남방진동 기간에는 훨씬 더 남쪽으로 표류한다. 이 쓰레기 지대는 수백 킬로미터에 걸쳐 있으며, 제곱 킬로미터당 200,000개 이상의 쓰레기 조각(평균 5제곱미터당 한 조각)이 밀집되어 있다고 추정된다. 전 세계 플라스틱 생산량이 22년간의 연구 기간 동안 5배 증가했음에도 불구하고 북대서양 쓰레기 지대의 플라스틱 농도는 대부분 일정하게 유지되었다. 이는 플라스틱이 표면 아래로 가라앉거나, 연구자들이 물질을 수집하고 연구하는 데 사용한 그물을 통과할 만큼 작게 부서지기 때문일 수 있다. 이로 인해 북대서양 쓰레기 지대의 크기가 과소평가될 수 있다고 생각된다. 미세 플라스틱을 고려하면 이 쓰레기 지대는 태평양 거대 쓰레기 지대만큼 클 수 있다.

### 원천
북대서양 쓰레기 지대는 대륙의 강에서 바다로 유입되는 인간이 만든 폐기물에서 비롯된다. 쓰레기가 바다에 도달하면 환류에 의해 중앙으로 모여 큰 덩어리를 이룬다. 쓰레기 지대의 표면은 일반적인 가정용품에 사용되는 폴리에틸렌과 폴리프로필렌과 같은 미세 플라스틱으로 구성되어 있다. 바다 표면 아래에 존재한다고 생각되는 더 밀도가 높은 물질에는 탄산음료 및 물병을 만드는 데 사용되는 폴리에틸렌 테레프탈레이트라는 플라스틱이 포함된다. 그러나 이러한 밀도가 높은 플라스틱은 샘플을 수집하는 방법이 표면의 미세 플라스틱만 포착하기 때문에 북대서양 쓰레기 지대에서는 관찰되지 않는다.

## 연구
해양 교육 협회, 우즈 홀 해양 연구소(Woods_Hole_Oceanographic_Institution), 마노아 하와이 대학교의 공동 연구는 1986년부터 2008년까지 서부 북대서양과 카리브해에서 플라스틱 샘플을 수집했다. SEA 학기 프로그램의 거의 7,000명의 학생들이 22년 동안 SEA의 항해 연구 선박에서 6,136번의 표면 플랑크톤 네트 예인 조사를 수행하여 64,000개 이상의 플라스틱 조각을 수집했는데, 대부분 크기가 10mm 미만이고 거의 모두 0.05g보다 가벼운 파편이었다. 호놀룰루 하와이 대학교의 니콜라이 막시멘코는 플라스틱이 수렴하는 표면 해류에서 어떻게 축적되어 쓰레기 지대를 형성하는지 설명하기 위한 컴퓨터 모델을 개발했다. 이 모델은 1,600개 이상의 위성 추적 부유 부표의 궤적 데이터를 사용하여 표면 해류를 매핑한다. SEA 학생들이 수집한 플라스틱 데이터는 막시멘코의 모델을 검증했으며, 연구자들은 북대서양의 플라스틱 축적을 성공적으로 예측할 수 있었다.
2022년 12월에 발표된 최근 연구는 북대서양 쓰레기 지대에서 발견된 미생물 군집을 조사하고 이 데이터를 태평양 거대 쓰레기 지대와 비교했다. 연구자들은 2019년에 쓰레기 지대에서 플라스틱 잔해를 수집하고 16S rRNA 유전자 분석을 사용하여 미생물을 분석했다. 식별된 미생물과 그들이 형성한 군집은 쓰레기 지대의 플라스틱권으로 간주되었다. 미생물은 일반적으로 폴리에틸렌(PE) 및 폴리프로필렌(PP) 입자에서 발견되었다. 이 때문에 연구자들은 또한 미생물이 플라스틱을 분해하고 잠재적으로 쓰레기 지대의 감소에 기여할 가능성을 조사했다. 식별된 미생물을 기반으로 볼 때, 겨우 4.07%만이 쓰레기 지대에서 발견된 플라스틱을 분해할 수 있는 속의 구성원이었다. 이와 함께, 박테리아는 PE만 분해하는 것으로 알려져 있고 PP는 분해하지 못했다. 연구자들은 쓰레기 지대에서 플라스틱 축적에 맞설 자연적인 방법을 찾기 위해 더 많은 조사가 필요하다고 결론지었다.

## 부정적인 영향
북대서양 쓰레기 지대의 플라스틱 대부분이 미세 플라스틱 형태이므로 해양 동물들이 이를 섭취하기가 더 쉽다. 이 작은 플라스틱은 물고기 알로 오인될 수 있다. 이와 함께, 더 작은 미세 플라스틱 조각은 동물성 플랑크톤과 같은 먹이 사슬의 하층에 있는 동물에 의해 섭취될 수 있다. 동물성 플랑크톤에 축적된 플라스틱은 그들을 먹는 유기체 내에 축적된다. 미세 플라스틱이 먹이 사슬을 따라 어떻게 이동하며 더 큰 유기체에서 잠재적으로 생체 확대될 수 있는지에 대한 연구는 거의 없다. 그러나 플라스틱의 먹이 그물 생체 확대는 섭취 및 잔류되는 플라스틱의 양에 따라 달라질 것으로 예측되며, 잔류는 섭취된 플라스틱의 크기에 크게 의존한다. 이러한 플라스틱의 축적과 잠재적인 생체 확대는 영양 부족 유기체로 이어질 수 있으며 해양 생물 다양성에 위협이 될 수 있다. 이와 함께, 해양 생물에 미세 플라스틱이 축적되면 오염된 유기체를 섭취할 때 인간에게 전이되어 건강에 해로운 영향을 미칠 수 있다.
디 오션 클린업과 네덜란드 해양 연구 왕립 연구소가 실시한 최근 연구에 따르면 북대서양 쓰레기 지대 표면의 미세 플라스틱 수치는 해당 지역의 해양 생물에게 안전한 수준을 초과할 정도로 근접하고 있다. 이에 대한 정확한 결과는 알려지지 않았지만, 연구원들은 이 문제를 해결하기 위한 조치가 취해지지 않으면 해양 생물에 심각한 악영향을 미칠 수 있다고 주장한다. 2021년에 수행된 또 다른 연구는 북대서양 먹이 그물의 중간에 있는 종들(정어리(Sardina pilchardus), 고등어(Scomber spp.), 전갱이(Trachurus trachurus))의 화학 물질 및 플라스틱 축적을 조사했다. 그들은 물고기 내부의 여러 화학 물질 농도가 인접 지역의 동일 종에서 발견되는 것보다 낮았지만, 샘플링된 유기체의 29% 위에서 플라스틱 조각을 발견했다.
2021년 9월, 허리케인 래리는 캐나다 뉴펀들랜드를 통과할 때 폭풍이 절정에 달했을 때 113,000개 입자/m2/일을 퇴적시켰다. 후방 궤적 모델링 및 고분자 유형 분석에 따르면 이 미세 플라스틱은 허리케인이 북대서양 환류의 북대서양 쓰레기 지대를 통과하면서 바다에서 유래했을 수 있다.

## 인식 제고 및 정화 노력
북대서양 쓰레기 지대를 정화하기 위한 노력은 거의 이루어지지 않았는데, 미세 플라스틱을 제거하는 것은 "바다에 있는 다른 작은 생물들도 함께 걸러질 수 있기 때문에 이로움만큼 해를 끼칠 가능성이 높기" 때문이다. 2013년 4월 11일, 인식 제고를 위해 예술가 마리아 크리스티나 피누치는 유네스코 파리 본부에서 이리나 보코바 사무총장 앞에서 The Garbage Patch State를 설립했다. The Garbage Patch State는 유네스코와 이탈리아 환경부의 후원 아래 일련의 행사 중 첫 번째였으며, 쓰레기 지대의 크기와 심각성에 대한 주의를 환기하고 인식과 행동을 촉구하기 위해 전 세계에서 일련의 미술 전시회를 촉발했다.
네덜란드 발명가 보얀 슬랫(Boyan_Slat)과 그의 비영리 단체 The Ocean Cleanup은 바다에서 플라스틱을 제거하는 기술을 개발하고 있다. 정화 작업은 태평양 거대 쓰레기 지대에서 먼저 시작될 예정이며, 결국 전 세계의 다른 쓰레기 지대로 이동할 것이다. 바다에서 미세 플라스틱을 청소하는 것 외에도, 디 오션 클린업은 바다 플라스틱의 주요 원인으로 지목되는 강에서 더 큰 플라스틱 조각을 제거하는 기술도 개발하고 있다.

## 같이 보기
- 태평양 거대 쓰레기 지대
- 인도양 환류 쓰레기 지대(인도양 환류)
- 사르가소해